# Salindres
Pour l’article ayant un titre homophone, voir Salindre (homonymie).
Salindres est une commune française située dans le département du Gard, en région Occitanie.
Exposée à un climat méditerranéen, elle est drainée par l'Avène, l'Arias et par un autre cours d'eau.
Salindres est une commune urbaine qui compte 3 648 habitants en 2022. Elle est dans l'agglomération d'Alès et fait partie de l'aire d'attraction d'Alès. Ses habitants sont appelés les Salindrois ou  Salindroises.

## Géographie
Salindres est une commune située dans la Communauté d'agglomération du Grand Alès. Elle fut, au XIXe siècle, le lieu d'implantation de la première usine de Pechiney, ce qui lui vaut d'être qualifiée de « berceau de l'aluminium ».
Aujourd'hui, elle possède les caractéristiques d'une petite ville. Elle est située à 10 km d'Alès, 50 km de Nîmes et 100 km de Montpellier. Elle est fortement marquée par plus d'un siècle et demi d'activité industrielle.
La ville disposait d'une gare de voyageurs sur la petite ligne Alès-Bessèges de la SNCF. Cette gare est aujourd'hui démolie. L'arrêt est matérialisé par un simple abri au bord du quai. La gare de marchandise de Salindres fut, durant les années 1950-1960, la seconde gare de fret de la région en tonnage de marchandises. Début 2007, un hangar à marchandises a été construit en bordure de voie ferrée. Ce hangar doit recevoir ce qui a été décidé et voté en conseil municipal. Les marchandises arriveraient à Salindres par voie ferrée.

### Communes limitrophes
Les communes limitrophes sont Mons, Rousson, Saint-Privat-des-Vieux et Servas.

### Climat
Pour des articles plus généraux, voir Climat de l'Occitanie et Climat du Gard.
En 2010, le climat de la commune est de type climat méditerranéen franc, selon une étude s'appuyant sur une série de données couvrant la période 1971-2000. En 2020, Météo-France publie une typologie des climats de la France métropolitaine dans laquelle la commune est dans une zone de transition entre le climat de montagne et le climat méditerranéen et est dans la région climatique Provence, Languedoc-Roussillon, caractérisée par une pluviométrie faible en été, un très bon ensoleillement (2 600 h/an), un été chaud (21,5 °C), un air très sec en été, sec en toutes saisons, des vents forts (fréquence de 40 à 50 % de vents > 5 m/s) et peu de brouillards.
Pour la période 1971-2000, la température annuelle moyenne est de 13,3 °C, avec une amplitude thermique annuelle de 17,4 °C. Le cumul annuel moyen de précipitations est de 996 mm, avec 7,1 jours de précipitations en janvier et 3,6 jours en juillet. Pour la période 1991-2020, la température moyenne annuelle observée sur la station météorologique installée sur la commune est de 14,0 °C et le cumul annuel moyen de précipitations est de 1 092,1 mm,. Pour l'avenir, les paramètres climatiques de la commune estimés pour 2050 selon différents scénarios d’émission de gaz à effet de serre sont consultables sur un site dédié publié par Météo-France en novembre 2022.
| Mois                                  | jan.             | fév.             | mars           | avril         | mai             | juin          | jui.           | août           | sep.          | oct.            | nov.            | déc.           | année      |
| ------------------------------------- | ---------------- | ---------------- | -------------- | ------------- | --------------- | ------------- | -------------- | -------------- | ------------- | --------------- | --------------- | -------------- | ---------- |
| Température minimale moyenne (°C)     | 1,1              | 1,2              | 3,9            | 6,5           | 10              | 13,5          | 15,8           | 15,6           | 12,1          | 9,2             | 4,8             | 1,9            | 8          |
| Température moyenne (°C)              | 5,8              | 6,7              | 10             | 12,8          | 16,5            | 20,5          | 23,4           | 23,1           | 18,8          | 14,5            | 9,5             | 6,4            | 14         |
| Température maximale moyenne (°C)     | 10,5             | 12,2             | 16,2           | 19            | 23              | 27,6          | 30,9           | 30,7           | 25,5          | 19,8            | 14,2            | 10,9           | 20         |
| Record de froid (°C) date du record   | −13,6 07.01.1985 | −14,5 12.02.1956 | −11,4 02.03.05 | −3,8 08.04.21 | −0,2 03.05.1979 | 1 23.06.1918  | 4,8 06.07.1962 | 6,2 30.08.1986 | 2 21.09.1977  | −3,2 31.10.1997 | −7,9 28.11.1985 | −13 27.12.1962 | −14,5 1956 |
| Record de chaleur (°C) date du record | 25 29.01.1944    | 24,3 24.02.20    | 27 18.03.1997  | 33 20.04.1945 | 38 29.05.1947   | 42 29.06.1935 | 40,2 22.07.19  | 44,4 23.08.23  | 36,7 17.09.19 | 33,2 08.10.23   | 26 12.11.1947   | 20,7 29.12.21  | 44,4 2023  |
| Précipitations (mm)                   | 83,9             | 56,2             | 71,7           | 85            | 85,7            | 54,7          | 45,3           | 53,9           | 166           | 158,3           | 142,2           | 89,2           | 1 092,1    |

### Milieux naturels et biodiversité
Aucun espace naturel présentant un intérêt patrimonial n'est recensé sur la commune dans l'inventaire national du patrimoine naturel,,.

## Urbanisme

### Typologie
Au 1er janvier 2024, Salindres est catégorisée ceinture urbaine, selon la nouvelle grille communale de densité à sept niveaux définie par l'Insee en 2022.
Elle appartient à l'unité urbaine d'Alès, une agglomération intra-départementale regroupant 22  communes, dont elle est une commune de la banlieue,,. Par ailleurs la commune fait partie de l'aire d'attraction d'Alès, dont elle est une commune de la couronne,. Cette aire, qui regroupe 64 communes, est catégorisée dans les aires de 50 000 à moins de 200 000 habitants,.

### Occupation des sols
L'occupation des sols de la commune, telle qu'elle ressort de la base de données européenne d’occupation biophysique des sols Corine Land Cover (CLC), est marquée par l'importance des territoires agricoles (66,3 % en 2018), en diminution par rapport à 1990 (68,1 %). La répartition détaillée en 2018 est la suivante : 
zones agricoles hétérogènes (64,8 %), zones urbanisées (13,5 %), zones industrielles ou commerciales et réseaux de communication (9,6 %), forêts (6,5 %), mines, décharges et chantiers (4,1 %), terres arables (1,4 %), prairies (0,1 %). L'évolution de l’occupation des sols de la commune et de ses infrastructures peut être observée sur les différentes représentations cartographiques du territoire : la carte de Cassini (XVIIIe siècle), la carte d'état-major (1820-1866) et les cartes ou photos aériennes de l'IGN pour la période actuelle (1950 à aujourd'hui).

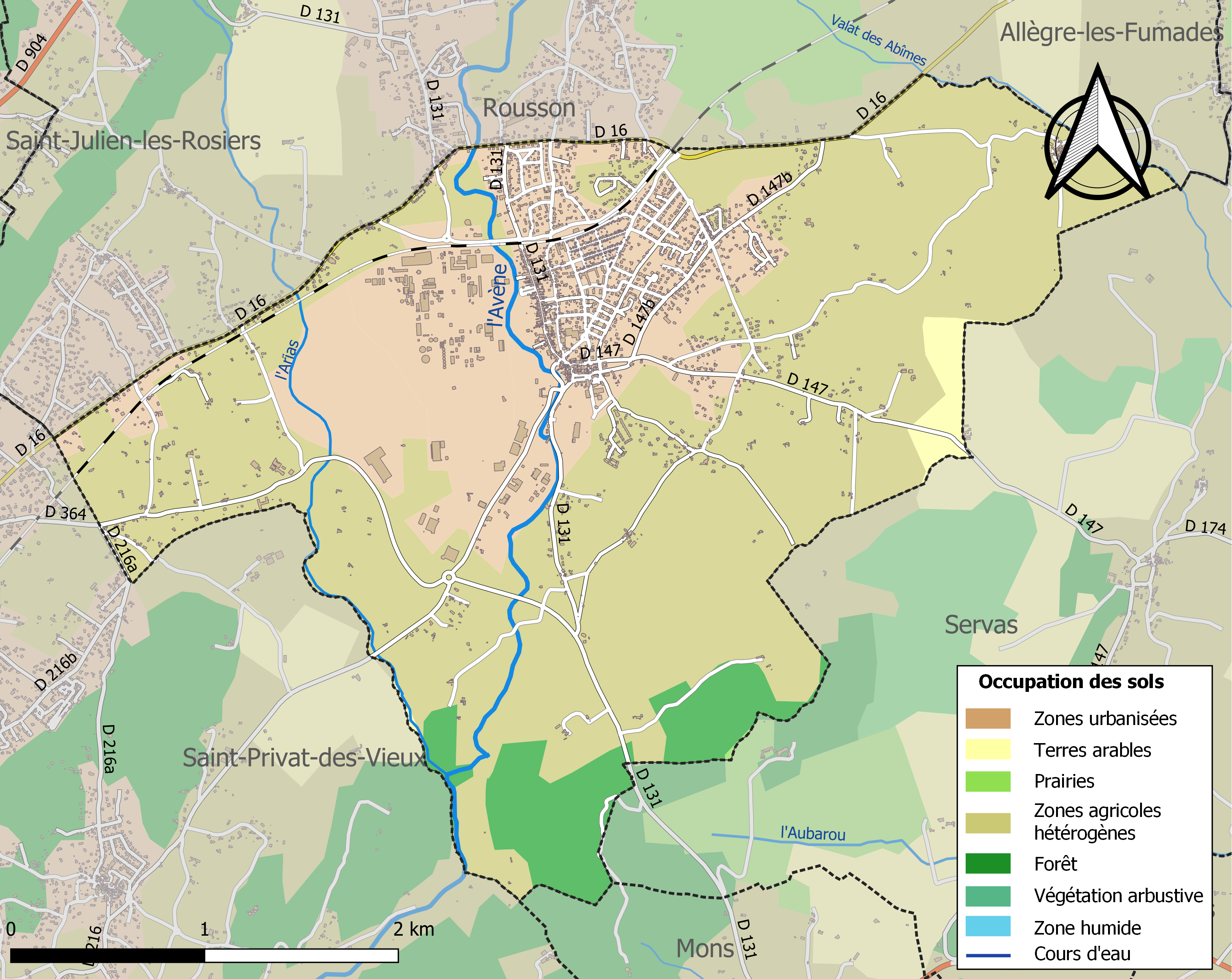
Carte des infrastructures et de l'occupation des sols de la commune en 2018 (CLC).

### Risques majeurs
Le territoire de la commune de Salindres est vulnérable à différents aléas naturels : météorologiques (tempête, orage, neige, grand froid, canicule ou sécheresse), inondations, feux de forêts et séisme (sismicité faible). Il est également exposé à deux risques technologiques, le transport de matières dangereuses et  le risque industriel. Un site publié par le BRGM permet d'évaluer simplement et rapidement les risques d'un bien localisé soit par son adresse soit par le numéro de sa parcelle.

#### Risques naturels
La commune fait partie du territoire à risques importants d'inondation (TRI) d'Alès, regroupant 37 communes autour d'Alès, un des 31 TRI qui ont été arrêtés fin 2012 sur le bassin Rhône-Méditerranée, retenu au regard des risques de débordements de la Cèze et des Gardons. Parmi les dernières crues significatives qui ont touché le territoire figurent celles de 1958 et de septembre 2002. Des cartes des surfaces inondables ont été établies pour trois scénarios : fréquent (crue de temps de retour de 10 ans à 30 ans), moyen (temps de retour de 100 ans à 300 ans) et extrême (temps de retour de l'ordre de 1 000 ans, qui met en défaut tout système de protection),. La commune a été reconnue en état de catastrophe naturelle au titre des dommages causés par les inondations et coulées de boue survenues en 1982, 1983, 1987, 1993, 1995, 1997, 1998, 2002, 2014 et 2015,.

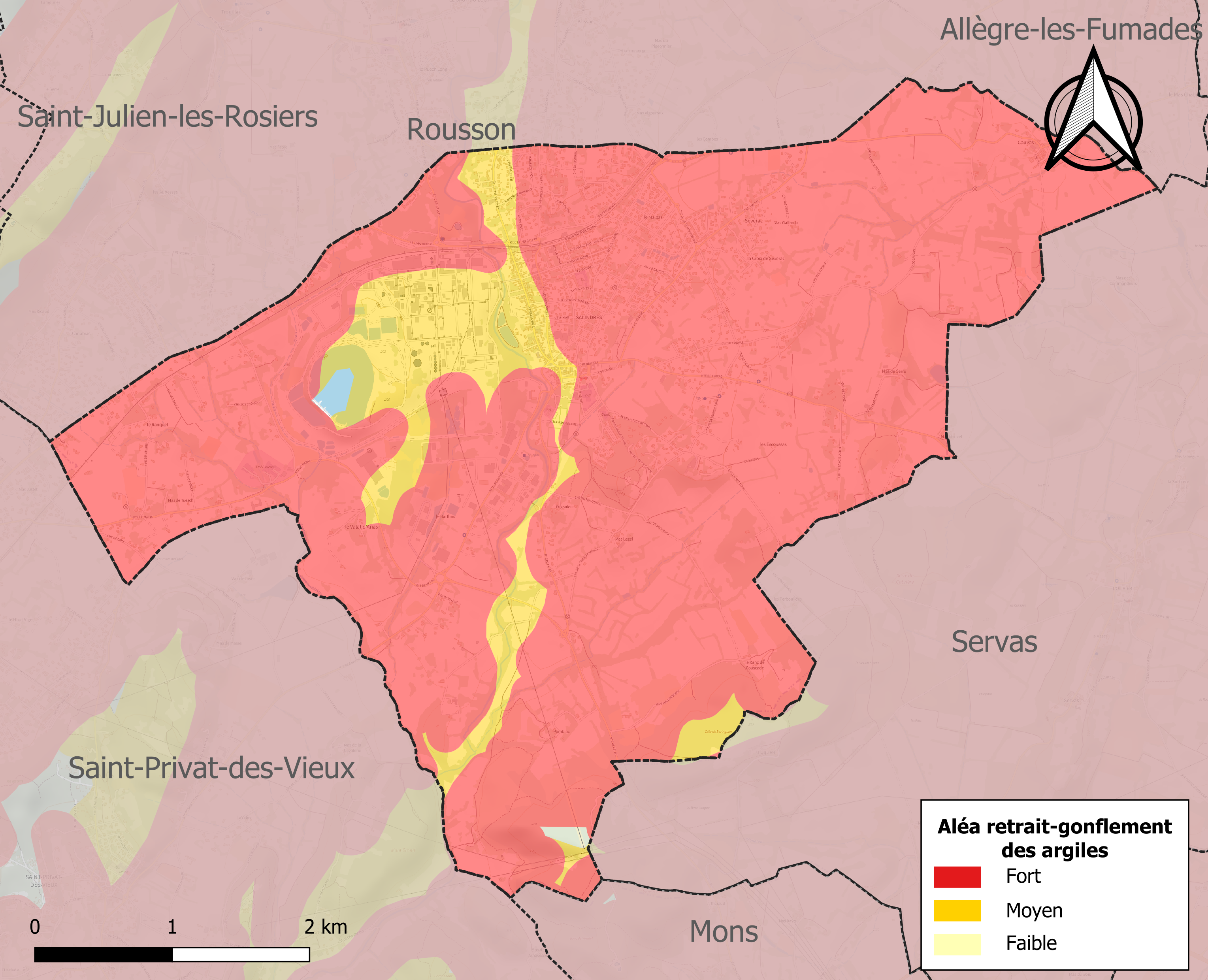
Carte des zones d'aléa retrait-gonflement des sols argileux de Salindres.

Le retrait-gonflement des sols argileux est susceptible d'engendrer des dommages importants aux bâtiments en cas d’alternance de périodes de sécheresse et de pluie. 99,6 % de la superficie communale est en aléa moyen ou fort (67,5 % au niveau départemental et 48,5 % au niveau national). Sur les 1 222 bâtiments dénombrés sur la commune en 2019, 1222 sont en aléa moyen ou fort, soit 100 %, à comparer aux 90 % au niveau départemental et 54 % au niveau national. Une cartographie de l'exposition du territoire national au retrait gonflement des sols argileux est disponible sur le site du BRGM,.
Par ailleurs, afin de mieux appréhender le risque d’affaissement de terrain, l'inventaire national des cavités souterraines permet de localiser celles situées sur la commune.
Concernant les mouvements de terrains, la commune a été reconnue en état de catastrophe naturelle au titre des dommages causés par la sécheresse en 2012, 2016, 2017 et 2019 et par des mouvements de terrain en 1983.

#### Risques technologiques
La commune est exposée au risque industriel du fait de la présence sur son territoire d'une entreprise soumise à la directive européenne SEVESO.
Le risque de transport de matières dangereuses sur la commune est lié à sa traversée par des infrastructures routières ou ferroviaires importantes ou la présence d'une canalisation de transport d'hydrocarbures. Un accident se produisant sur de telles infrastructures est en effet susceptible d’avoir des effets graves au bâti ou aux personnes jusqu’à 350 m, selon la nature du matériau transporté. Des dispositions d’urbanisme peuvent être préconisées en conséquence.

## Histoire
Depuis le XIXe siècle, l'histoire de la ville est intimement liée aux industries chimiques. Henry Merle fonde le 25 janvier 1855 la Société Henry Merle et Compagnie. Cette industrie est liée à l'environnement et à la disponibilité de certaines ressources naturelles : présence autour de Salindres de minerai, comme le calcaire, la pyrite riche en sulfate de Saint-Julien-les-Rosiers, le charbon d'Alès et la proximité relative de la Camargue pour fournir du sel, depuis Salin-de-Giraud.
Ces matières ont permis de produire dès 1855 de la soude caustique et de l'acide sulfurique. La production de soude caustique et l'approvisionnement en bauxite de Provence et de l'Hérault, vont permettre la production d'un nouveau métal, l'aluminium. Salindres est ainsi le plus ancien site industriel producteur d'aluminium au monde : la production débute en 1860 jusqu'en 1889. C'est, pendant presque 30 ans, la seule usine de production d'aluminum au monde.
L’expansion se poursuivit sous Alfred Rangod Pechiney qui apporta d’importantes améliorations dans la fabrication des chlorates. Son nom donné à l’entreprise a perduré jusqu’en 2003, date de l’absorption de la branche aluminium par Alcan. La branche chimie, elle, est devenue Rhône-Poulenc, puis Rhodia, avant son rachat par le Belge Solvay en 2011.
Entretemps, des entreprises ont développé le site chimique, via deux entités à l'heure actuelle :
- Axens, filiale de l'IFP qui produit des catalyseurs pour l'industrie pétroliére[23] ;
- Rhodia Opérations, qu'produit ici des composés fluorés organiques.

De nouvelles industries se sont installées ces dernières années profitant de la proximité d'une usine classée SEVESO 2 : Céramique Technique Industrielle (CTIsa) et S.A.S. Soureil.
Ces dernières installations sont les principales causes de pollutions olfactives de la commune. Une association (ADISL) et de nombreux riverains contestent vivement l'implantation de toute nouvelle entreprise sur la commune. Une pétition sur ce sujet a recueilli plus de 2 300 signatures. Une pétition spécifique à la quasi-totalité des médecins de Salindres et communes voisines a également été constituée. Plusieurs plaintes ont également été déposées auprès du procureur de la république d'Alès.
De plus, un projet d'un centre de traitement des ordures ménagères à grande échelle (plus de 110 000 personnes) anime la vie citoyenne salindroise. Ce projet est lancé par le SMIRITOM d'Alès.
De nombreux habitants du Grand Alès sont contre ce projet imposé aux riverains.
Le principe d'une étude sur les odeurs et la qualité de l'air à Salindres a été votée en conseil municipal le 8 mars 2007. Elle a été mise en place courant 2007 avec le concours d'AIR-Languedoc Roussillon. Un rapport d'Air LR datant de fin 2007 donne l'information suivante: « Origines des COV retrouvés en quantité significative pendant l'été sans émetteur connu (trichloroéthylène, 1,2- dichloroéthane, tétrachlorométhane…) demeurent inconnues ».
Un PPRT (Plan de prévention des risques technologiques) a été élaboré en raison de la présence d'un site SEVESO 2 seuil haut à Salindres, qui devait être achevé en 2009 et préciser les zones inconstructibles, les éventuels « délaissements » ou modifications que devront faire les propriétaires (confinement d'une pièce dans les maisons pour éviter la pénétration des gaz en cas d’accident majeur).
Au cours des décennies, ce sont 11 millions de tonnes de déchets d’origine chimique qui ont été accumulés sur le site. Le village de Salindres n’est pas encore répertorié sur la base de données des sites et sols pollués (Basias, Basol).[réf. nécessaire]

## Héraldique
| Blason de Salindres | Blason  | D'or à la fasce losangée d'or et de gueules.     |
| Blason de Salindres | Détails | Le statut officiel du blason reste à déterminer. |

## Politique et administration

### Rattachements électoraux
Pour l'élection des députés, elle fait partie de la quatrième circonscription du Gard.

### Liste des maires
| Période                                  | Période         | Identité               | Étiquette | Qualité |
| ---------------------------------------- | --------------- | ---------------------- | --------- | --- |
| Les données manquantes sont à compléter. |                 |                        |           | |
| ...                                      | ...             | Jean Tuech             |           | |
| ...                                      | ...             | Jean Sauvagnargues     |           | |
| ...                                      | ...             | Antoine Coste          |           | |
| ...                                      | ...             | Paulin de Cambis       |           | |
| ...                                      | ...             | Antoine Trescol        |           | |
| ...                                      | ...             | Guillaume Êvesque      |           | |
| ...                                      | ...             | Jean Louis Êvesque     |           | |
| ...                                      | ...             | Jean André Tuech       |           | |
| 1871                                     | 1874            | Émile Reboul           |           | |
| 1874                                     | 1876            | Henry Merle            |           | |
| 1876                                     | 1883            | Émile Reboul           |           | |
| 1883                                     | 1904            | Alfred Rangod Pechiney |           | |
| 1904                                     | 1917            | Adrien Badin           |           | |
| 1917                                     | 1919            | Clovis Ducros          |           | |
| 1919                                     | 1927            | Émile Boyoud           |           | |
| 1927                                     | 1941            | Robert de Prévoisin    |           | |
| ...                                      | ...             | Antonin Briac          |           | |
| 18 mai 1945                              | 1971            | Pierre Pasquet         |           | |
| 1971                                     | 1988            | Paul Dumas             |           | |
| 1988                                     | 1993            | Pierre Gras            |           | |
| 1993                                     | 1995            | Simone Robert          |           | |
| juin 1995                                | 15 octobre 2016 | Daniel Verdelhan       | PCF       | Retraité de l'enseignement Conseiller général du Canton d'Alès-Sud-Est (1970-1994) Député suppléant de la 4e circonscription du Gard (1997-2002) |
| 15 octobre 2016                          | 14 avril 2022   | Yves Comte             | DVG       | Retraité |
| 28 avril 2022                            | En cours        | Etienne Malachanne     | DVG       | Enseignant-chercheur à IMT Mines Alès |

## Démographie
Ses habitants sont appelés Salindrois.
L'évolution du nombre d'habitants est connue à travers les recensements de la population effectués dans la commune depuis 1793. Pour les communes de moins de 10 000 habitants, une enquête de recensement portant sur toute la population est réalisée tous les cinq ans, les populations de référence des années intermédiaires étant quant à elles estimées par interpolation ou extrapolation. Pour la commune, le premier recensement exhaustif entrant dans le cadre du nouveau dispositif a été réalisé en 2007.

En 2022, la commune comptait 3 648 habitants, en évolution de +7,11 % par rapport à 2016 (Gard : +2,97 %, France hors Mayotte : +2,11 %).
| 1793 | 1800 | 1806 | 1821 | 1831 | 1836 | 1841 | 1846 | 1851 |
| ---- | ---- | ---- | ---- | ---- | ---- | ---- | ---- | ---- |
| 300  | 311  | 321  | 369  | 478  | 490  | 482  | 548  | 595  |

| 1856 | 1861  | 1866  | 1872  | 1876  | 1881  | 1886  | 1891  | 1896  |
| ---- | ----- | ----- | ----- | ----- | ----- | ----- | ----- | ----- |
| 677  | 1 172 | 1 405 | 2 051 | 2 329 | 2 622 | 2 550 | 2 559 | 2 562 |

| 1901  | 1906  | 1911  | 1921  | 1926  | 1931  | 1936  | 1946  | 1954  |
| ----- | ----- | ----- | ----- | ----- | ----- | ----- | ----- | ----- |
| 2 551 | 2 557 | 2 848 | 2 631 | 2 816 | 2 538 | 2 403 | 3 126 | 3 350 |

| 1962  | 1968  | 1975  | 1982  | 1990  | 1999  | 2006  | 2007  | 2012  |
| ----- | ----- | ----- | ----- | ----- | ----- | ----- | ----- | ----- |
| 3 889 | 3 845 | 3 666 | 3 459 | 3 213 | 3 055 | 3 056 | 3 056 | 3 190 |

| 2017  | 2022  | - | - | - | - | - | - | - |
| ----- | ----- | - | - | - | - | - | - | - |
| 3 494 | 3 648 | - | - | - | - | - | - | - |

## Jumelages
- Lipova (Roumanie)
- Antikira (Grèce)
- Staffoli fraction de Santa Croce Sul Arno (Italie)

## Activité industrielle
- Salindres abritait un des plus importants sites d'extraction de l'alumine et de complexe chimique de la région Languedoc-Roussillon.
- Aujourd'hui : complexe chimique Rhodia Opérations (classé SEVESO 2), Axens (potentiellement classé SEVESO 2 aussi) et GIE chimie.
- Sociétés installées récemment sur la commune de Salindres, essentiellement des ICPE : 
  - Céramiques Techniques et Industrielles CTI S.A. ;
  - SAS Soureil (valorisation et traitement des boues de stations d'épuration) ;
  - IRIS Solupack (engrais), classée SEVESO seuil bas ;

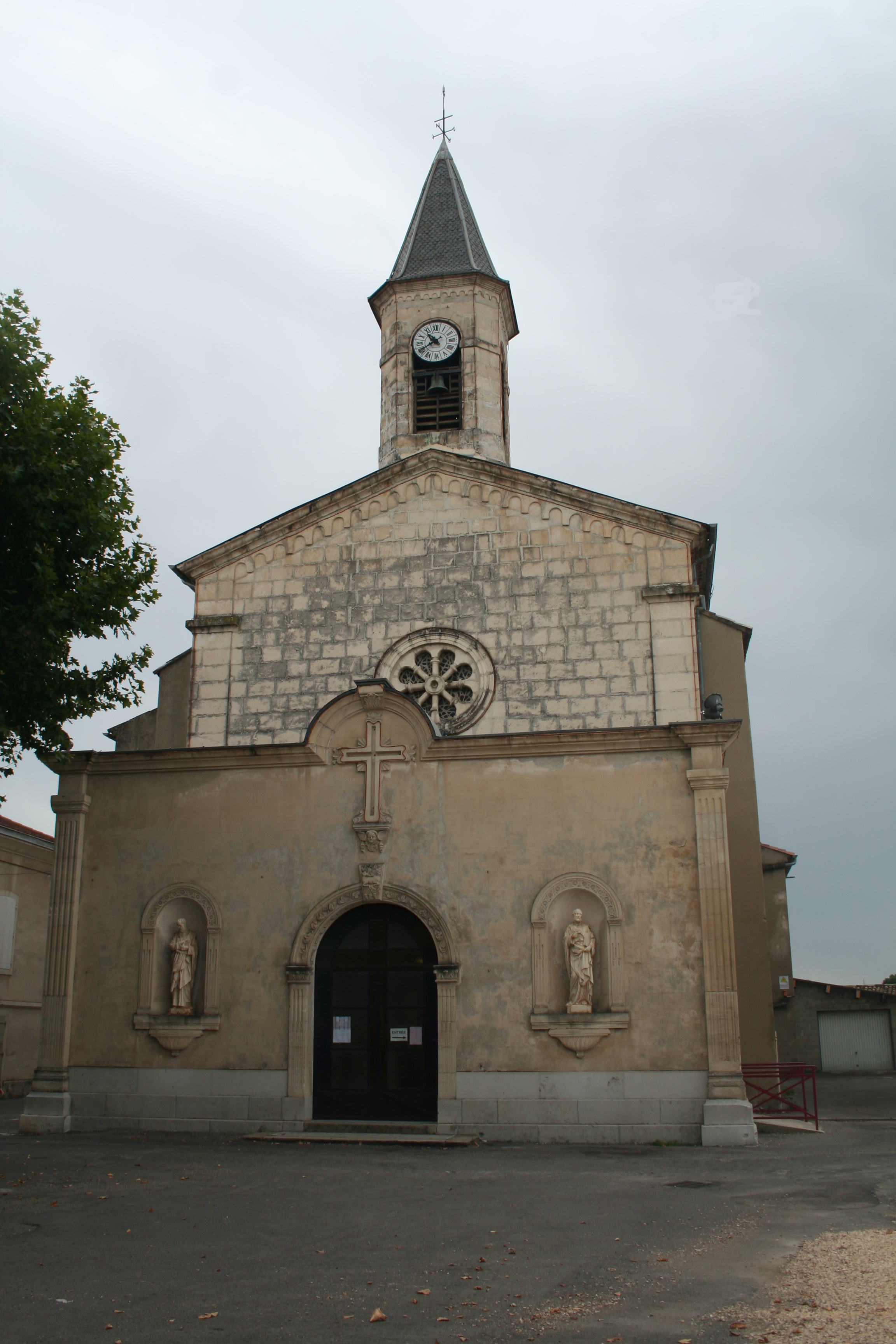
Église Saint-André.

  - BIO 3 G (engrais) ;
  - Béton du Gard (Béton).

## Économie

### Revenus
En 2018  (données Insee publiées en septembre 2021), la commune compte 1 546 ménages fiscaux, regroupant 3 409 personnes. La médiane du revenu disponible par unité de consommation est de 18 840 € (20 020 € dans le département). 38 % des ménages fiscaux sont imposés (43,9 % dans le département).

### Emploi
|                | 2008   | 2013   | 2018   |
| -------------- | ------ | ------ | ------ |
| Commune        | 12,2 % | 13,4 % | 13,6 % |
| Département    | 10,6 % | 12 %   | 12 %   |
| France entière | 8,3 %  | 10 %   | 10 %   |

En 2018, la population âgée de 15 à 64 ans s'élève à 2 080 personnes, parmi lesquelles on compte 69,5 % d'actifs (56 % ayant un emploi et 13,6 % de chômeurs) et 30,5 % d'inactifs,. Depuis 2008, le taux de chômage communal (au sens du recensement) des 15-64 ans est supérieur à celui de la France et du département.
La commune fait partie de la couronne de l'aire d'attraction d'Alès, du fait qu'au moins 15 % des actifs travaillent dans le pôle,. Elle compte 1 636 emplois en 2018, contre 1 571 en 2013 et 1 519 en 2008. Le nombre d'actifs ayant un emploi résidant dans la commune est de 1 179, soit un indicateur de concentration d'emploi de 138,8 % et un taux d'activité parmi les 15 ans ou plus de 50,2 %.
Sur ces 1 179 actifs de 15 ans ou plus ayant un emploi, 353 travaillent dans la commune, soit 30 % des habitants. Pour se rendre au travail, 86,6 % des habitants utilisent un véhicule personnel ou de fonction à quatre roues, 1,7 % les transports en commun, 6,6 % s'y rendent en deux-roues, à vélo ou à pied et 5 % n'ont pas besoin de transport (travail au domicile).

### Activités hors agriculture

#### Secteurs d'activités
238 établissements sont implantés  à Salindres au 31 décembre 2019. Le tableau ci-dessous en détaille le nombre par secteur d'activité et compare les ratios avec ceux du département,.
| Secteur d'activité                                                                                        | Commune | Commune | Département |
| Secteur d'activité                                                                                        | Nombre  | %       | %           |
| --- | ------- | ------- | ----------- |
| Ensemble                                                                                                  | 238     | 100 %   | (100 %)     |
| Industrie manufacturière, industries extractives et autres                                                | 47      | 19,7 %  | (7,9 %)     |
| Construction                                                                                              | 37      | 15,5 %  | (15,5 %)    |
| Commerce de gros et de détail, transports, hébergement et restauration                                    | 54      | 22,7 %  | (30 %)      |
| Information et communication                                                                              | 6       | 2,5 %   | (2,2 %)     |
| Activités financières et d'assurance                                                                      | 6       | 2,5 %   | (3 %)       |
| Activités immobilières                                                                                    | 10      | 4,2 %   | (4,1 %)     |
| Activités spécialisées, scientifiques et techniques et activités de services administratifs et de soutien | 23      | 9,7 %   | (14,9 %)    |
| Administration publique, enseignement, santé humaine et action sociale                                    | 35      | 14,7 %  | (13,5 %)    |
| Autres activités de services                                                                              | 20      | 8,4 %   | (8,8 %)     |

Le secteur du commerce de gros et de détail, des transports, de l'hébergement et de la restauration est prépondérant sur la commune puisqu'il représente 22,7 % du nombre total d'établissements de la commune (54 sur les 238 entreprises implantées  à Salindres), contre 30 % au niveau départemental.

#### Entreprises et commerces
Les cinq entreprises ayant leur siège social sur le territoire communal qui génèrent le plus de chiffre d'affaires en 2020 sont : 
- Iris, activités de conditionnement (15 550 k€) ;
- Preflex France, fabrication d'autres fils et câbles électroniques ou électriques (7 453 k€) ;
- Eeb Engenering Europeen Bureau, fabrication de structures métalliques et de parties de structures (7 244 k€) ;
- Ceramiques Techniques Industrielles - Cti, fabrication d'autres produits céramiques à usage technique (7 142 k€) ;
- Bios Developpement, fabrication de produits azotés et d'engrais (5 823 k€).

### Agriculture
|               | 1988 | 2000 | 2010 | 2020 |
| ------------- | ---- | ---- | ---- | ---- |
| Exploitations | 19   | 18   | 9    | 7    |
| SAU (ha)      | 356  | 387  | 338  | 307  |

La commune est dans les Garrigues, une petite région agricole occupant le centre du département du Gard. En 2020, l'orientation technico-économique de l'agriculture  sur la commune est la polyculture et/ou le polyélevage. Sept exploitations agricoles ayant leur siège dans la commune sont dénombrées lors du recensement agricole de 2020 (19 en 1988). La superficie agricole utilisée est de 307 ha,,.

## Culture locale et patrimoine

### Lieux et monuments
- La Tour Becamel, construite en 1143 par les Templiers, domine la petite cité cévenole.
- Le Trou Souffleur de Salindres (TSS), cavité naturelle souterraine remarquable par ses concrétions d'aragonite[37].
- Église Saint-André de Salindres.
- Temple protestant de Salindres.

### Personnalités liées à la commune
- Étienne de Seynes (1859-1930), homme politique y est mort.
- Félix Brun (1896-1964), homme politique y est né.
- Roger Dumas (1897-1951), compositeur et chef d'orchestre y est né.
- Pierre Couronne (1928-2013), artiste peintre publiciste y est né et y a vécu dans sa jeunesse[38],[39].
- Eugène Saccomano (1936-2019), journaliste sportif de radio y a grandi.
- Jean-Philippe Gatien (1968-), pongiste, médaillé d'argent et de bronze aux Jeux olympiques a été licencié au club de Salindres
- Simone Robert[réf. souhaitée]